# Франсіско Буйо
Франсіско Буйо (ісп. Francisco Buyo; нар. 13 січня 1958, Бетансос), відомий також як Пако Буйо (ісп. Paco Buyo), — іспанський футболіст, що грав на позиції воротаря, зокрема, за «Севілью» та «Реал Мадрид», а також національну збірну Іспанії.
Дворазовий володар Трофея Самори найнадійнішому воротареві сезону іспанської Прімери.
По завершенні ігрової кар'єри — тренер.

## Клубна кар'єра
Народився 13 січня 1958 року в місті Бетансос. Вихованець юнацьких команд футбольних клубів «Ураль» і «Бетансос».
У дорослому футболі дебютував 1975 року виступами за команду тртьолігової на той час «Мальорки», в якій провів один сезон, взявши участь у 16 матчах чемпіонату.
1976 року перспективного воротаря запросив клуб Сегунди «Депортіво», основним голкіпером якого Буйо був до 1980 року з річною перервою на оренду в «Уеску».
Сезон 1980/81 розпочав вже у найвищому дивізіоні як основний воротар «Севільї». Захищав кольори клубу із Севільї протягом шести сезонів, за цей час зарекомендувавши себя як одного із найнадійніших воротарів чемпіонату Іспанії і заробивши перші виклики до національної команди.
1986 року перейшов до клубу «Реал Мадрид», де також відразу став основним воротарем, змінивши досвідченого Мігеля Анхеля, і провів у цьому статусі наступні десять сезонів кар'єри. Граючи за «вершкових», п'ять разів допомагав їм виборювати титул чемпіона Іспанії і двічі — Кубок країни. Двічі, в сезонах 1987/88 і 1991/92, пропустивши відповідно 23 і 27 голів за 35 матчів Ла-Ліги ставав володарем Трофея Самори як найнадійніший голкіпер змагання. У своєму одинадцятому сезоні в «Реалі» (1996/97) здобув шостий титул чемпіона Іспанії, проте цього разу не провівши жодної гри, адже досвідчений гравець вже був лише третьою опцією тренерського штабу на воротарській позиції після на десять років молодших Бодо Іллгнера і Сантьяго Каньїсареса.
На момент завершення кар'єри 39-річний воротар провів за «Севілью» і «Реал» сумарно 542 гри у Ла-Лізі, поступаючись за цим показником лише іншому воротареві Андоні Субісарреті. Згодом його показник також перевершили півзахисник Еусебіо Сакрістан і нападник Рауль.

## Виступи за збірні
1977 року провів три гри у складі юнацької збірної Іспанії (U-20), згодом залучався до складу молодіжної збірної країни.
1980 року був основним воротарем олімпійської збірної на тогорічних Олімпійських іграх, де іспанські футболісти завершили боротьбу на першому ж етапі.
1983 року дебютував в офіційних матчах у складі національної збірної Іспанії. Наступного року поїхав у складі збірної на чемпіонат Європи 1984 до Франції, де іспанці здобули «срібло», а Буйо був лише одним з резервістів Луїса Арконади.
Коли воротар «Реал Сосьєдада» припинив викликатися до лав збірної, Буйо програв конкуренцію за місце основного голкіпера збірної Андоні Субісарреті. Викликався до лав національної команди до початку 1990-х, проте зазвичай лишався у запасі, провівши у її формі за десять років лише 7 матчів. 1988 року, також як дублер Субісаррети, став учасником другого для себе чемпіонату Європи.

## Подальша кар'єра
Заевершивши виступи на футбольному полі, залишився у клубній структурі мадридського «Реала». 1999 року очолив його третю команду, а вже за рік став головним тренером «Реал Мадрид Кастільї», другої команди королівського клубу, з якою працював протягом сезону.
Згодом працював телевізійним експертом, зокрема співпрацюючи зі спортивною редакцією каналу Аль-Джазіра. 2008 року ненадовго повертався до тренерської роботи, працював з дублераму у клубі «Реал Хаен». З того ж 2008 року, як і багато інших колишніх зірок «Реала», почав грати за команду мадридського клубу із шоуболу.

## Титули і досягнення

### Командні
- Чемпіон Іспанії (6):

«Реал Мадрид»: 1986–1987, 1987–1988, 1988–1989, 1989–1990, 1994–1995, 1996–1997
- Володар Суперкубка Іспанії з футболу (4):

«Реал Мадрид»: 1988, 1989, 1990, 1993
- Володар Кубка Іспанії (2):

«Реал Мадрид»: 1988–1989, 1992–1993
- Віце-чемпіон Європи: 1984

### Особисті
- Трофей Самори: 1987–1988, 1991–1992